# Marone
Pour les articles homonymes, voir Bob Marone et Lorenzo Marone.
Marone est une commune italienne de la province de Brescia dans la région Lombardie en Italie.

## Histoire

### Personnalités de la commune
- Giacomo Rossetti (1807-1882), photographe né à Marone

## Administration
| Période                                  | Période | Identité | Étiquette | Qualité |
| ---------------------------------------- | ------- | -------- | --------- | ------- |
|                                          |         |          |           |         |
| Les données manquantes sont à compléter. |         |          |           |         |

### Hameaux
Ariolo, Collepiano, Monte Marone, Ponzano, Pregasso, Vesto, Vello

### Communes limitrophes
Gardone Val Trompia, Marcheno, Monte Isola, Parzanica, Pisogne, Riva di Solto, Sale Marasino, Zone